# Venezuela i olympiska sommarspelen 1952
Venezuela deltog med 38 deltagare vid de olympiska sommarspelen 1952 i Helsingfors. Totalt vann de en bronsmedalj.

## Medaljer

### Brons
- Arnoldo Devonish - Friidrott, tresteg.